# Polizeiruf 110: In Flammen
In Flammen ist ein Fernsehfilm von Lars-Gunnar Lotz aus dem Jahr 2017. Es ist die 369. Folge innerhalb der Krimireihe Polizeiruf 110. Das Rostocker Ermittlerduo Kriminalhauptkommissar Alexander Bukow (Charly Hübner) und die LKA-Beamtin Katrin König (Anneke Kim Sarnau) ermittelt in seinem 17. Fall. Die Haupt-Gaststars dieser Folge sind Atheer Adel, Michael Wittenborn, Pauline Rénevier, Patrick von Blume sowie Lisa Hagmeister und Hildegard Schroedter.

## Handlung
Auf einem Acker wird die bis zur Unkenntlichkeit verbrannte Leiche der rechtspopulistischen Politikerin Sylvia Schulte gefunden. Sie kandidierte aktuell in Rostock für das Amt der Oberbürgermeisterin und hatte am Vorabend ihres Todes eine Wahlveranstaltung abgehalten. Die Kriminalhauptkommissare Bukow und König ermitteln in dem Fall. Das Opfer wurde offensichtlich lebendig verbrannt, was für König von einer extremen Hassmotivation zeugt. Aufgrund der politischen Brisanz erregt der Fall großes Interesse. König und Bukow, die sich auch noch mit einer internen Untersuchung herumplagen müssen, lassen sich aber nicht entmutigen. Sie konzentrieren sich auf Schultes privates Umfeld und ihre Vergangenheit. Ihr Exmann lebt mit einer neuen Familie auf einem Bauernhof und hat für die Tatzeit ein Alibi. Schultes Rivale um das Bürgermeisteramt sowie ihr persönlicher Referent kommen auch nicht ernsthaft als Täter in Betracht. Ebenso finden sich keine konkreten Hinweise auf Täter aus der rechtsradikalen Szene, zu der Schulte früher einmal gehört hatte. Dagegen werden Schultes frühere Freunde aus diesen Kreisen ungeduldig und wollen Ergebnisse sehen. Um die Polizei zu zügigem Handeln zu bewegen, entführen sie den ihrer Meinung nach Schuldigen Karim Labaneh, den Referenten von Schulte. Bukow und König kommen den Entführern schnell auf die Spur und können Labaneh befreien. Bei dem Einsatz werden beide Entführer getötet.
Allmählich stoßen die Kommissare auf ein dunkles Geheimnis aus Sylvia Schultes Vergangenheit. Vor 18 Jahren hatte sie zusammen mit zwei Männern aus der rechtsradikalen Szene einen Brandanschlag auf ein Flüchtlingsheim in Anklam verübt. Dabei kam unter anderen eine Birte Köppen zu Schaden, die in dem Heim arbeitete und deren Leben nach diesem Brand komplett aus dem Ruder lief. Gesundheitlich so angeschlagen, dass sie nicht mehr arbeiten kann, ist sie seit Jahren nur noch Hartz IV-Empfängerin. Ihre Aussage, dass es seinerzeit drei Täter gewesen seien und nicht nur zwei, die auch juristisch hätten zur Verantwortung gezogen werden können, hatte niemand ernst genommen. So blieb Sylvia Schulte straffrei, weil nicht gegen sie ermittelt wurde. Nur Birte Köppen wusste, dass es noch einen Täter gab, dessen Augen sie in all den Jahren nicht vergessen konnte. Als sie diese Augen nun auf den überall aushängenden Wahlplakaten erblickte, fasste sie den Entschluss, sich für ihr Schicksal zu rächen. Als Bukow und König dies herausfinden und die Frau vernehmen, gibt sie sofort zu, Sylvia Schulte verbrannt zu haben. Wenigstens das wollte sie in ihrem Leben noch „hinkriegen“.

## Dreharbeiten
Der Film wurde vom 24. April 2017 bis zum 23. Mai 2017 in Rostock und Hamburg gedreht. Die Premiere erfolgte am 4. November 2017 bei den Nordischen Filmtagen Lübeck.

## Rezeption

### Einschaltquote
Die Erstausstrahlung von Polizeiruf 110: In Flammen am 10. Juni 2018 wurde in Deutschland von insgesamt 6,31 Millionen Zuschauern gesehen und erreichte einen Marktanteil von 20,2 Prozent für Das Erste.

### Kritik
Christian Buß von Spiegel Online urteilte: „Links und rechts, oben und unten, in und out, das liegt in diesem sehr klug gebauten Gesellschaftskrimi […] topographisch dicht beisammen. Ambivalenzen erlaubt, Relativierungen verboten. […] Die Gespräche dieses ‚Polizeiruf‘ sind an der Schmerzgrenze ambivalent, die gesellschaftlichen Spaltungsprozesse erscheinen fast schon körperlich spürbar: eine Krimi-Bombe vor der langen Sommerpause.“
Die Berliner Zeitung schrieb: „Florian Oeller verhedderte sich zwar zwischenzeitlich etwas in den vielen Handlungssträngen, hat aber dennoch einen Krimi geschrieben, der eine enorme Wucht entwickelte und viele, auch schmerzhafte Fragen aufwarf. Sehenswert war wie so oft beim ‚Polizeiruf‘ aus Rostock das Zusammenspiel von Charly Hübner und Anneke Kim Sarnau. Besonders die Diskussionen ihrer Figuren über die Frage, wie man dem zunehmenden Rechtsextremismus begegnen muss, stimmten nachdenklich.“
Rainer Tittelbach von tittelbach.tv wertete: „Der Rostocker ‚Polizeiruf 110 – In Flammen‘ […] rührt kräftig in der braunen Ursuppe.“ „Und so ist dieser 17. ‚Polizeiruf‘ mit Sarnau & Hübner nicht nur ein politisch engagierter Themenfilm, sondern auf der Zielgeraden auch eine ziemlich wüst konstruierte – wenn auch spannende – Räuberpistole. Der Film entwickelt nicht den Sog anderer Episoden dieses Reihen-Ablegers. Die neue Unübersichtlichkeit der rechten Szene geht nicht nur in die Geschichte ein, sondern auch in die Dramaturgie. Das Physische, die spezifische Signatur der Rostock-Krimis, bleibt weitgehend beschränkt auf die Performance der Schauspieler.“
Der Film-Dienst vergab zwei von fünf möglichen Sternen und kritisierte den Film als übermäßig konstruiert und zwar viele Aspekte anschneidend, aber in seinen gesellschaftsabbildenden Absichten vage bleibend. Zudem mangele es letztlich am Wagemut, die erzählerischen Standards hinter sich zu lassen.